# Paul Davies (homme politique travailliste)
Paul Davies est un homme politique du Parti travailliste britannique qui est député de Colne Valley depuis 2024.

## Biographie
Davies grandit à Caerau. Il travaille comme électricien, avant d'étudier la politique et l'histoire économique à l'Université de Cardiff. Après avoir obtenu son diplôme, il occupe des postes dans les ressources humaines et la gestion des opérations.
Davies est élu conseiller en 2019 pour le quartier Holme Valley South du conseil de Kirklees. Il est le chef adjoint du conseil avant de démissionner en 2024 pour se présenter comme candidat travailliste pour Colne Valley aux élections générales.
Davies est sélectionné comme candidat du Parti travailliste à Colne Valley en décembre 2022. Il remporte le siège avec 41 % des voix et bat le conservateur Jason McCartney avec une majorité de 4 963 voix.